# Seulingen
Seulingen er en by og kommune i det centrale Tyskland, beliggende under Landkreis Göttingen, i den sydlige del af delstaten Niedersachsen. Kommunen, der har knap 1.400 indbyggere (2012), er en del af amtet (samtgemeinde) Radolfshausen.